# Mike Bloomfield
Michael Bernard Bloomfield (Chicago, Illinois, 28 de julho de 1943 — São Francisco, Califórnia, 15 de fevereiro de 1981) foi um guitarrista e compositor norte-americano. Foi considerado o 42º melhor guitarrista de todos os tempos pela revista norte-americana Rolling Stone.